# Effects Associates
La Effects Associates è un'azienda britannica, specializzata negli effetti speciali fisici, tra le più antiche del continente. Questa è una divisione della società di effetti speciali digitali e di post produzione Cinesite.

## Storia
Effects Associates è stata fondata nel 1972 da un gruppo di quattro supervisori britannici di effetti speciali, tra cui Martin Gutteridge. Gutteridge comprato dai suoi soci la società nel 1981 e nel 1999 la società è stata acquistata dalla Cinesite (Europa) Ltd. Insieme, le aziende offrono un servizio completo di effetti speciali.
La EA ricevette numerosi premi e riconoscimenti per gli effetti speciali; venne nominata agli Emmy Award per Hornblower e Cleopatra, mentre vinse un Premio Oscar per Alien (Nick Allder). Ebbe nomination agli Oscar e ai BAFTA per La piccola bottega degli orrori e un premio BAFTA per Il quinto elemento.
La Effects Associates ha lavorato con Richard Loncraine comprendono, Guillermo del Toro, Stanley Kubrick, Tim Burton, Ang Lee e Sydney Pollack.

## Filmografia parziale
- Alien (1979)
- La piccola bottega degli orrori (1986)
- Casa Howard (1992)
- Ragione e sentimento (1995)
- The Peacemaker (1997)
- Il quinto elemento (1997)
- Notting Hill (1999)
- Eyes Wide Shut (1997)
- Enigma (2001)
- Blade II (2002)
- Thunderbirds (film) (2004)
- Hellboy (2004)
- Wimbledon (2004)
- Il codice da Vinci (2006)
- Il risveglio delle tenebre (2007)
- Blood and Chocolate (2007)